# カ語尾
カ語尾（カごび）とは、形容詞の終止形・連体形活用語尾が「か」になることを言う。現代方言の肥筑方言や薩隅方言で使われる。中古から中世初期の京都で盛んに使われていた形容詞カリ活用が変化したものである。

## 活用
形容詞の活用に関して、古文と現代の博多弁・柳川弁・佐賀弁・共通語の対応関係は以下のようになる。
| 活用形 | 古文     | 博多弁             | 柳川弁         | 佐賀弁   | 共通語   |
| 未然形 | から     | かろ               | から           | かろ     | かろ     |
| 連用形 | く、かり | う（ウ音便）、かっ | う、かり、かっ | う、かっ | く、かっ |
| 終止形 | し       | か                 | か             | か       | い       |
| 連体形 | き、かる | か                 | か             | か       | い       |
| 已然形 | けれ     | かれ               | けりゃー       | （かい） | けれ     |
| 命令形 | かれ     | ○                  | ○              | ○        | ○        |

## 形容動詞のカ語尾化
地域によっては、慣用的に形容動詞にもカ語尾を付して「活用」する場合がある。通時的には、形容動詞が形容詞に統合していく過程にあると分析されている（神部1980）。
- 例
  - 綺麗 ⇒ きれいか 「こん花は、ほんなこつきれいかですね」（この花は本当に綺麗ですね）
  - 賑やか ⇒ にぎやかか 「祭の始まっとるけん、街はにぎやかかぞ」（祭が始まっているから、街は賑やかだよ）